# Love (album, Love)
Love je první studiové album americké rockové skupiny Love. Jeho nahrávání probíhalo od 24. do 27. ledna 1966 ve studiu Sunset Sound Recorders v Hollywoodu. Album pak vyšlo v dubnu téhož roku u vydavatelství Elektra Records. Na albu se podílelo více producentů, jsou to: Mark Abramson, Tom Brooks, Jac Holzman, Arthur Lee a Ed Linquist.

## Seznam skladeb
| Strana 1 (LP) | Strana 1 (LP)         | Strana 1 (LP)                              | Strana 1 (LP) |
| Pořadí        | Název                 | Autor                                      | Délka         |
| ------------- | --------------------- | ------------------------------------------ | ------------- |
| 1.            | My Little Red Book    | Burt Bacharach, Hal David                  | 2:38          |
| 2.            | Can't Explain         | Arthur Lee, John Echols, John Fleckenstein | 2:41          |
| 3.            | A Message to Pretty   | Lee                                        | 2:41          |
| 4.            | My Flash on You       | Lee                                        | 2:09          |
| 5.            | Softly to Me          | Bryan MacLean                              | 2:57          |
| 6.            | No Matter What You Do | Lee                                        | 2:46          |
| 7.            | Emotions              | Lee, Echols                                | 2:01          |

| Strana 2 (LP)  | Strana 2 (LP)         | Strana 2 (LP)                    | Strana 2 (LP) |
| Pořadí         | Název                 | Autor                            | Délka         |
| -------------- | --------------------- | -------------------------------- | ------------- |
| 1.             | You I'll Be Following | Lee                              | 2:26          |
| 2.             | Gazing                | Lee                              | 2:42          |
| 3.             | Hey Joe               | Billy Roberts                    | 2:42          |
| 4.             | Signed D.C.           | Lee                              | 2:47          |
| 5.             | Colored Balls Falling | Lee                              | 1:55          |
| 6.             | Mushroom Clouds       | Lee, Echols, Ken Forssi, MacLean | 2:25          |
| 7.             | "And More             | Lee, MacLean                     | 2:57          |
| Celková délka: | Celková délka:        | Celková délka:                   | 33:53         |

## Obsazení
Love
- Arthur Lee – zpěv, harmonika, bicí, perkuse
- Johnny Echols – sólová kytara
- Bryan MacLean – rytmická kytara, zpěv
- Ken Forssi – basová kytara
- Alban „Snoopy“ Pfisterer – bicí

Ostatní
- John Fleckenstein – basová kytara
- Don Conka – bicí